# Pudding de Navidad
Pudding de Navidad (Título original en inglés: The Adventure of the Christmas Pudding) es un libro de la escritora británica Agatha Christie,  publicado originalmente en Reino Unido por Collins Crime Club en 1960. En España fue publicado por Editorial Molino en 1961.
El libro está compuesto por 6 relatos cortos. Incluye historias de sus dos detectives más famosos, Hércules Poirot y Miss Marple (el último relato).

## Títulos de las historias
Los títulos de los relatos son:
- El pudding de Navidad (The Adventure of the Christmas Pudding)

- El misterio del cofre español (The Mystery of the Spanish Chest)

- El inferior (The Under Dog)

- La tarta de zarzamoras (Four and Twenty Blackbirds)

- El sueño (The Dream)

- La locura de Greenshaw (Greenshaw's Folly)